# European Gay and Lesbian Sport Federation
European Gay and Lesbian Sport Federation (EGLSF) är ett internationellt europeiskt idrottsförbund inom HBTQ-rörelsen. Det bildades 1989. av nederländska och västtyska klubbar och arrangerar bland annat EuroGames. Organisationens arbete leds av en styrelse bestående av ett manligt liksom kvinligt språkrör.
EGLSF delar årligen ut priset Advocay Award till två personer av olika könsuttryck eller organisation som på ett positivt sätt bidragit till HBTQI-idrottsrörelsen. 2024 gick priset till Otto Drakenberg för sitt arbete för HBTQI-personer inom internationell fäktning.

### Fotnoter
1. ↑  ”Eurogames Stockholm”. Stockholm Our Way. 3 augusti 2015. Arkiverad från originalet den 5 mars 2016. https://web.archive.org/web/20160305040616/http://www.stockholmourway.com/sv/eurogames-stockholm/. Läst 6 augusti 2015.
2. ↑  ”Eurogames inleds i Stockholm”. Svenska dagbladet. 4 augusti 2015. http://www.svd.se/eurogames-inleds-i-stockholm. Läst 6 augusti 2015.
3. ↑  ”EGLSF STATUTES”. https://www.eglsf.info/wp-content/uploads/EGLSF-Statutes-2016.pdf. Läst 4 april 2024.
4. ↑  ”EGLSF By-Laws (last change at AGA 2019)”. https://www.eglsf.info/wp-content/uploads/EGLSF-Bylaws-2019.pdf. Läst 4 april 2024.
5. ↑  Isabelle Hed. ”Utbuade fäktordföranden vinner stort hbtqi-pris”. QX.se. https://www.qx.se/livsstil/270546/svenska-faktforbundets-ordforande-otto-drakenberg-vinner-hbtqi-pris/. Läst 22 juli 2024.